# Nights in Ballygran
"Nights In Ballygran" es el quinto episodio de la primera temporada de la serie de televisión Boardwalk Empire, fue emitido en Estados Unidos el 17 de octubre de 2010 por HBO. Fue escrito por Lawrence Konner y dirigido por Alan Taylor. "Nights In Ballygran" recibió buenos comentarios por parte de la crítica. El episodio está ambientado durante el Día de San Patricio y profundiza en la relación entre Nucky y Margaret.

## Argumento
Margaret está recostada en su cama junto a sus hijos cuando ve unos hombres cargando barriles de cerveza en un garaje detrás de su casa.
En el hotel, Nucky conversa con Eli sobre el Día de San Patricio. Eli lo presiona para que le permita decir "algunas palabras" en la Cena Celta, ha estado tomando clases en la YMCA y le muestra a Nucky un ejemplar del libro Como hablar bien en público: e influir en los hombres de negocios de Dale Carnegie. Margaret aparece y le ofrece a Nucky un paquete con pan de soda casero, tiene algo de que hablar, pero él se muestra brusco.
En Chicago, Jimmy cuida a Pearl después del ataque. Cuando Johnny Torrio trata de desalojarla debido a su herida, Jimmy ofrece pagarle en compensación.
En Nueva York, Arnold Rothstein lee un artículo del periódico acerca del escándalo de los Medias Negras y le dice a su abogado que está preocupado por si lo atrapasen.
Margaret le cuenta a los miembros de la Liga de la Templanza acerca del transporte de alcohol en el garaje y ella va a ver a Nucky junto a otro miembro. Nucky promete ayudar pero al este no hacer nada el respecto, Margaret va a ver a Van Alden para contarle lo que vio. Como respuesta, este le dice que hacer valer la ley es casi imposible debido a la cantidad de establecimientos de bebidas que violan la ley.
De vuelta en Chicago, mientras Jimmy y Al hablan, Pearl deja su habitación y baja por las escaleras sin vendas en el rostro. Jimmy le lleva de vuelta a su habitación. Ahí, él le cuenta una historia sobre un bueno día de su niñez y cuando Jimmy va al baño, Pearl se suicida utilizando el arma de Jimmy.
En la celebración irlandesa la noche antes del Día de San Patricio, Van Alden irrumpe en la fiesta con una orden de arresto para James Neary. Le dice a todos que abandonen el lugar. Afuera los miembros de la Liga de la Templanza cantan una canción mientras se llevan a Mr. Neary y es en ese momento cuando Nucky se da cuenta de que fue Margaret quien le dijo a Van Alden acerca del alcohol.
En final del episodio, Jimmy es visto yendo a un fumadero de opio (un lugar a donde iría con Pearl). Luego, se puede ver a Angela en el muelle yendo a la tienda de Dittrich.
Luego, Eli vomita en su casa después de haberse emborrachado en la celebración. Gillian se mira en el espejo preocupada por el paso de los años. Los hombres de Van Alden allanan el garaje y destruyen los barriles de cerveza verde. Nucky va a la casa de Margaret y se besan.

## Recibimiento

### Crítica
IGN dijo que el episodio fue "extraordinario" y le dio un puntaje de 9 sobre 10. Escribieron: "Para quienes todavía dudan de la grandeza de Boardwalk Empire, céllense y miren el quinto episodio, "Nights in Ballgran". El episodio tiene las interacciones entre los personajes más fuertes de la serie hasta el momento, cuando el rol de Margaret en la Liga de la Templanza amenaza las empresas políticas y criminales cuando Van Alden presiona las dos". "Cuando series como estas le hacen difícil a sus protagonistas hacer lo correcto, más lejos se alejan de lo que es lo correcto, es cuando la televisión se acerca a lo que es ser grande. Con "Nights in Ballygran", Boardwalk pone bien alto su listón".

### Índice de audiencia
El episodio llegó a un 1,3 (adultos entre 18 y 48) después del 1,1 de la semana anterior. Y fue visto por un total de 2,850 millones de telespectadores.